# EBV antígeno nuclear 3
EBV antígeno nuclear 3 es una familia de las proteínas virales asociadas con el virus de Epstein-Barr.
- EBNA-3A
- EBNA-3B
- EBNA-3C

Estos genes también se unen al anfitrión de las proteínas RBP-Jκ. 
EBNA-3C puede contratar a una ubiquitina-ligasa y se ha demostrado que el objetivo reguladores del ciclo celular como pRb.